# Dao găm

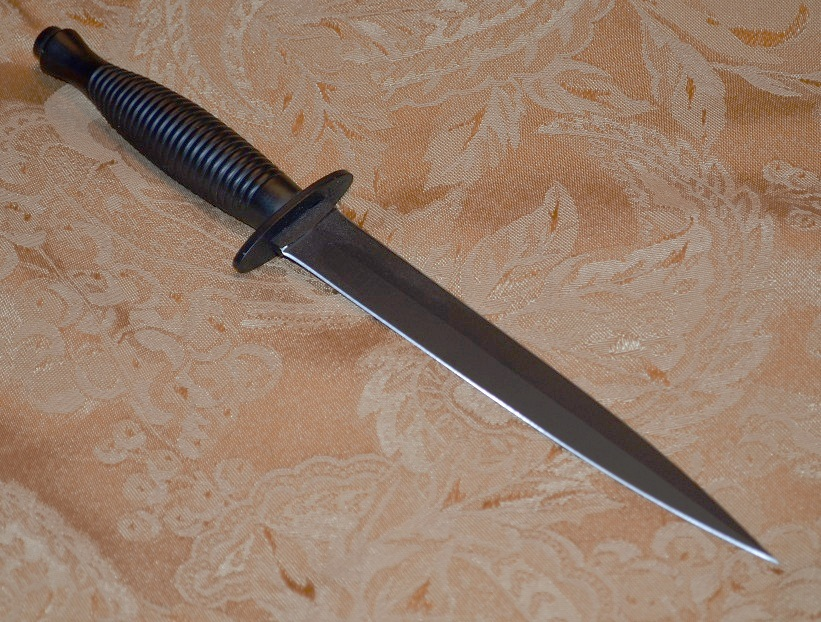
Một con dao găm

Dao găm là loại dao có mũi rất sắc nhọn kèm với hai lưỡi dao cũng sắc bén tương tự, được thiết kế làm vũ khí để đâm đối phương. Dao găm song hành suốt lịch sử loài người trong những cuộc đối đầu cận chiến. Nhiều nền văn hóa dùng dao găm trang trí trong các nghi thức, nghi lễ. Hình dạng đặc biệt cùng lịch sử sử dụng dao găm đã biến loại dao này thành một vật dụng mang tính biểu tượng. Dao găm theo nghĩa hiện đại là một vũ khí cận chiến hoặc để tự vệ, nhưng cũng không hiếm vụ ám sát và giết người gắn với dao găm. Tuy nhiên, loại dao này giữ những vai trò khác nhau tùy nền văn hóa. Có những xã hội mà dao găm chỉ mang tính biểu tượng cho sự nam tính thay vì để làm vũ khí hay công cụ, hay có những xã hội mà dao găm được dùng trong các nghi lễ tác động lên cơ thể như nghi lễ cắt bao quy đầu cho nam.
Có những loại dao vốn chỉ có một lưỡi dao (như dao pesh-kabz của Ba Tư) hoặc thậm chí chẳng có lưỡi dao nào cả (như dao stiletto thời Phục Hưng) nhưng vẫn được xếp vào loại dao găm. Tuy nhiên trong một trăm năm trở lại đây, nói đến dao găm là nói đến loại dao phải có đặc điểm không thể nhầm lẫn, gồm mũi dao nhọn và hai lưỡi dao rất sắc tương đương hoặc xấp xỉ chiều dài hai cạnh dao. Hầu hết dao găm đều có bộ phận bảo vệ ở chuôi cầm để tránh bàn tay bị trượt vào lưỡi dao sắc.
Con người chủ yếu dùng dao găm làm vũ khí nên luật pháp nhiều nơi cấm sản xuất, mua bán, sở hữu, vận chuyển hoặc sử dụng dao găm.